# Багдати
Багда́ти (груз. ბაღდათი) — город в регионе Имеретия в западной части Грузии. Административный центр Багдатского муниципалитета. В 1940—1990 годах назывался Маяко́вский. Статус города присвоен в 1981 году.

## География
Город расположен на реке Ханисцкали (левом притоке Риони), на краю Аджаметского леса.
Находится на расстоянии 19 км от железнодорожной станции Риони, в 25 км от города Кутаиси.

## История
До 1940 года село носило название Багдади.
16 октября 1961 года село Маяковский получило статус посёлка городского типа.
В советское время действовал колхоз посёлка Маяковского Маяковского района. В этом колхозе трудилась Герой Социалистического Труда Мария Дианозовна Машанейшвили.

## Население

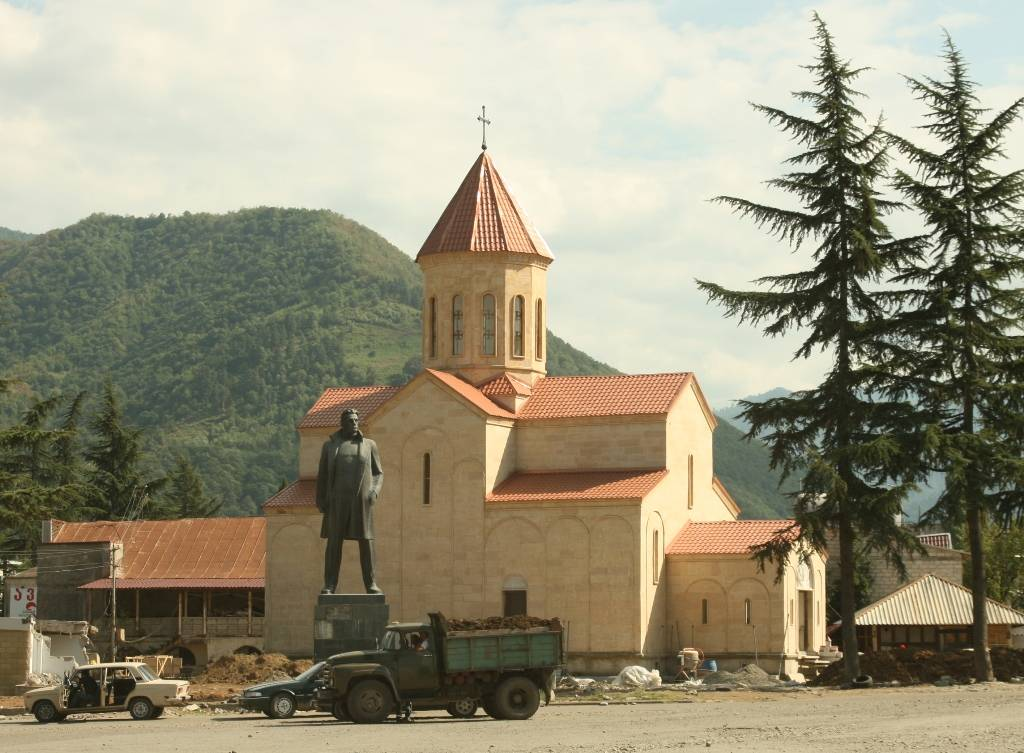
Храм и памятник Владимиру Маяковскому в Багдати

Население 3707 чел. (2014 год).
| год  | население |
| ---- | --------- |
| 1959 | 4586      |
| 1970 | 4609      |
| 1979 | 4831      |
| 1989 | 5465      |
| 2002 | 4714      |
| 2009 | 4800      |
| 2014 | 3707      |

## Культура

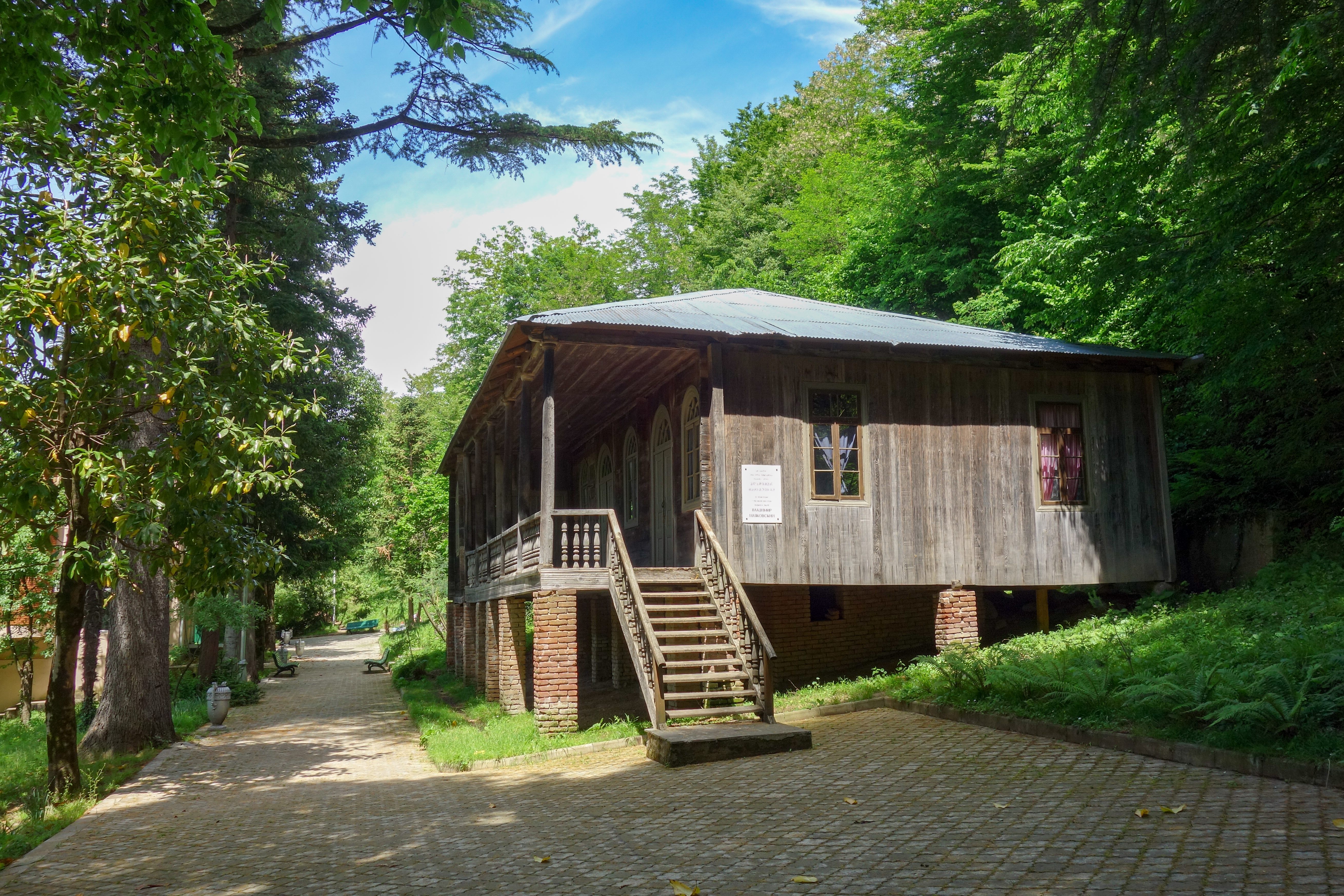
Дом, где родился В. В. Маяковский

В городе есть музей Маяковского и театр. Музей Маяковского был открыт в 1941 году. Его основали в доме, где родился и жил недолгое время В. В. Маяковский. В музее В. В. Маяковского в основном фотографии и его цитаты. После этого был построен театр, который назвали в честь В. В. Маяковского. В этом театре показывали сцены из произведений В. В. Маяковского.

## Известные уроженцы
- Владимир Маяковский (1893—1930) — русский советский поэт
- Георгий Мдивани (1905—1981) — грузинский и советский драматург и киносценарист
- Реваз Лагидзе (1921—1981) — советский грузинский композитор